# Xã Pomroy, Quận Kanabec, Minnesota
Xã Pomroy (tiếng Anh: Pomroy Township) là một xã thuộc quận Kanabec, tiểu bang Minnesota, Hoa Kỳ. Năm 2010, dân số của xã này là 425 người.